# Майльярд, Мария
Мария Хосе Майльярд (исп. María José Mailliard Rodríguez; род. 24 января 1991) — чилийская гребчиха на каноэ, трёхкратная чемпионка мира, многократная призёрка чемпионатов мира, четырёхкратная серебряная призёрка Панамериканских игр. Участница летних Олимпийских игр 2020 и 2024 годов.

## Карьера
В 2013 году на взрослом чемпионате мира, который прошёл в Дуйсбурге, Мария стала бронзовым призёром на дистанции 200 метров в каноэ-двойках.
На Панамериканских играх 2019 года дважды становилась серебряным призёром.
После пандемии, на чемпионате мира 2021 года в Копенгагене завоевала золотую медаль в каноэ-одиночках на дистанции 500 метров.
Приняла участие в летних Олимпийских играх 2020 года в Токио. В каноэ-одиночках на дистанции 200 метров стала десятой. В каноэ-двойках на дистанции 500 метров квалифицировалась в финал В и стала его победителем в паре с Карен Роко.
В 2023 году на чемпионате мира в Дуйсбурге стала чемпионкой на дистанции 1000 метров в каноэ-одиночках. На Панамериканских играх 2023 года в Сантьяго вновь дважды завоевала серебряную медаль.
В 2024 году приняла участие в летних Олимпийских играх 2024 года в Париже. В каноэ-одиночках на 200 метров заняла итоговое 12-е место. В каноэ-двойках на дистанции 500 метров в паре с Паулой Гомес стала также двенадцатой.
В Самарканде, на чемпионате мира 2024 года, который состоялся сразу же после Олимпийских игр, Майльярд в каноэ-одиночках на дистанции 5000 метров завоевала золотую медаль, на 500 метрах была второй.